# The Kick Inside
Pour un article plus général, voir Discographie et vidéographie de Kate Bush.
Albums de Kate Bush
- Lionheart
(1978)
Singles
1. Wuthering Heights (Face B : Kite)
Sortie : 20 janvier 1978
2. Moving (Japon uniquement)
Sortie : 5 février 1978
3. Them Heavy People (Japon uniquement)
Sortie : 5 mai 1978
4. The Man with the Child in His Eyes
Sortie : 26 mai 1978
5. Strange Phenomena (Brésil uniquement)
Sortie : 1er juin 1979

The Kick Inside  est le premier album studio de l'auteure-compositrice-interprète et musicienne britannique Kate Bush. Il est sorti le 17 février 1978 et contient son single numéro un au Royaume-Uni, Wuthering Heights. L'album a culminé au troisième rang du classement britannique des albums et a été certifié disque de platine par la British Phonographic Industry. Ce succès la fit entrer dans le Livre Guinness des records en tant que première femme de l'Histoire à avoir écrit toutes les chansons sur un premier album vendu à plus d'un million d'exemplaires. 
La production comprenait les contributions de plusieurs vétérans du rock progressif, dont Duncan Mackay, Ian Bairnson, David Paton, Andrew Powell, et Stuart Elliott, du Alan Parsons Project, mais aussi David Gilmour de Pink Floyd, comme producteur exécutif.

## Contexte et enregistrement
Ayant écrit plusieurs chansons à partir de 11 ans, Kate Bush a enregistré plusieurs démos avec l’aide de ses frères, qui étaient également musiciens. Un de leurs amis, Ricky Hopper, a apporté certaines de ces bandes à diverses maisons de disques en 1972, alors que Kate n'avait que 13 ans. Elles n'ont pas été retenues mais Hopper les a faites écouter à David Gilmour, un de ses amis. Ce dernier fut immédiatement intrigué et alla rencontrer la famille Bush, impressionné par le talent de Kate pour l'écriture de chansons. Il s'est arrangé pour qu'elle enregistre des démos de meilleure qualité, qu'il a financées lui-même. Pendant que Pink Floyd enregistrait leur album Wish You Were Here aux studios Abbey Road, Gilmour faisait écouter les cassettes à certains des dirigeants de la maison de disques EMI Records.  Ils furent impressionnés et ont accepté de lui signer un contrat de disques, lui offrant une avance de 3 000 £. Deux des démos ont été enregistrées en juin 1975 et figuraient sur son premier album, qui devait encore paraître presque trois ans plus tard. Il s'agissait de The Man with the Child in His Eyes et The Saxophone Song.
En 1976, sa famille a finalement accepté le contrat de Kate, qui a continué à composer des chansons. En prévision de l'enregistrement, elle a commencé à jouer avec le KT Bush Band dans divers pubs. Selon son frère Paddy, qui a également joué avec elle sur scène, ces concerts ont commencé comme de simples performances avec peu d'intérêt, mais ont ensuite grandi au fil des mois. Enfin, en juillet et août 1977, le reste des chansons ont été enregistrées aux studios AIR à Londres, sous la direction du producteur Andrew Powell. Kate souhaitait garder les mêmes musiciens pour les enregistrements, mais la maison de disques a insisté pour qu'ils utilisent des musiciens de studios dûment expérimentés. Andrew Powell a eu recours aux services de Ian Bairnson, Duncan Mackay et Stuart Elliott, entre autres, avec lesquels il avait déjà travaillé auparavant.
C'est également à cette époque que Kate a commencé à étudier la danse et le mouvement comme moyen de présenter les chansons et a ensuite crédité son professeur de danse Lindsay Kemp (fortement inspiré par le mime ) sur l'album. La chanson Moving s'inspire de lui. Avec l'album enregistré, la maison de disques a commencé à travailler sur l'image de Bush et sur la manière de la promouvoir. Cela a conduit à un désaccord avec Kate sur l'utilisation d'une certaine photo pour la pochette du premier single qui soulignait son décolleté. Au départ, la maison de disques avait sélectionné James and the Cold Gun comme premier single, mais Kate elle-même a insisté sur le fait que ce devait être Wuthering Heights. La maison de disques céda et le single fut prévu pour une sortie en novembre 1977. Cependant, en raison du désaccord sur la pochette, la sortie du single fut annulée et la date repoussée à début 1978. La chanson devint un gros succès et atteint la première place du classement des charts britanniques en mars. Le single resta au sommet des charts pendant quatre semaines, devenant l'une des chansons les plus vendues de l'année : c'était la première fois qu'une auteure-compositrice-interprète féminine venait en tête des charts avec une chanson qu'elle avait écrite elle-même.
L’album intitulé The Kick Inside  est sorti le 17 février 1978 et comprend 13 titres. Ses influences cinématographiques et littéraires, deux qualités qui ont continué à être considérées comme sa marque de fabrique, ont été les plus évidentes dans la chanson Wuthering Heights. La chanson n'a pas été initialement inspirée par le roman d'Emily Brontë mais par une adaptation télévisée, bien que Kate ait lu le roman plus tard pour (selon ses propres mots) « faire en sorte que la recherche soit correcte ». Elle trouve d’autres influences lorsqu'elle fait référence à Gurdjieff dans Them Heavy People, tandis que la chanson titre, The Kick Inside, est inspirée de la ballade de Lizie Wan. Kate Bush écrit aussi ouvertement sur la sexualité, en particulier sur l'érotisme  dans Feel It et L'Amour Looks Something Like You. Strange Phenomena questionne des coïncidences inhabituelles, la prémonition et le déjà-vu.
Le deuxième single de l'album, The Man with the Child in His Eyes, (réalisé moins sereinement sous la pression de la maison de disques) atteint la sixième place au Royaume-Uni. Trois autres singles sont sortis dans le monde au cours des deux années suivantes : Them Heavy People, Moving (numéro un au Japon) et Strange Phenomena. The Man with the Child in His Eyes figure également sur le Billboard américain Hot 100, le seul single de Kate Bush à y figurer jusqu'en 1985. Il culmine au 85e rang. Kate Bush fait une apparition dans l'émission américaine Saturday Night Live en décembre 1978. Malgré cette publicité, The Kick Inside n'est jamais entré dans le top 200 des charts des albums Billboard.
L'album a culminé à la 3e place du classement britannique des albums et est resté sur les charts pendant la majeure partie de l'année, comptant finalement 71 semaines dans le graphique. Certifié disque de platine, il reste l’un des records de vente de Kate Bush et reste mythique au Royaume-Uni depuis.

## Sortie de l'album
La couverture de l'album est connue sous sept formes différentes : la couverture britannique et une variante aussi en Angleterre, la couverture américaine, la couverture canadienne, la couverture yougoslave, la couverture japonaise et la couverture uruguayenne, la couverture uruguayenne étant la plus rare et la plus chère en raison de la photo inhabituelle de Kate.
Au Royaume-Uni, il a été publié (deux fois) en tant que picture disc à édition limitée. Celui-ci est logé dans une pochette extérieure en couleurs (photo «Kite» de Jay Myrdal). Il porte un autocollant déclarant qu’il s’agit d’un picture disc (Cat. No: EMCP 3223). Deux versions ont été publiées : la première édition porte un autocollant circulaire indiquant qu’il s’agit d’un picture disc (généralement dans le coin supérieur gauche). Le deuxième pressage (apparemment destiné au marché américain, où le premier pressage était épuisé) porte un autocollant ovale (généralement en haut au centre). Le deuxième disque porte également la mention « fabriqué au Royaume-Uni par EMI Records Ltd » dans le cadre de la notice de droits d'auteur imprimée sur le disque. La première édition n'a pas cette formulation.

## Réception
Les critiques contemporaines étaient pleines d'éloges pour l'album. Le magazine Billboard a préféré les chansons Wuthering Heights et Them Heavy People parmi d'autres et a déclaré qu'elle avait écrit des « paroles évocatrices » et les avait prononcées « avec une voix douce et sans contrainte ». Crawdaddy a déclaré que « le talent de Kate Bush pour le discernement serait effrayant si ce n’était pas aussi naïf ; elle écrit à partir d’un puits de fantaisie et de sentiment avec une patine d’expérience, ses préoccupations sont universelles et féminines ». Stereo Review a félicité Kate pour avoir été à contre-courant dans la musique féminine. Il préférait les chansons The Man with the Child in  His Eyes et Room for the Life, mais se souciait moins de Wuthering Heights et de James and the Cold Gun. 
Dans les revues ultérieures, l’album continuait à recevoir des éloges universels. Pitchfork a déclaré à propos de cet album : «C’est une musique ornementale faite à une époque austère, mais contrairement aux chansons voluptueuses à suivre dans la décennie à venir, affichant leurs richesses alors que la Grande-Bretagne s’effondrait, Kate Bush a créé la sienne non pas de pièges matériels, mais de ressources intellectuelles et infiniment renouvelables de son propre instinct : son début joyeux mesure la plénitude de la vie d’une femme à partir de ce qu’elle a dans la tête ». Il a fait l'éloge de chaque morceau, mais avait de légères réserves lyriques pour Room for the Life. Dans une revue de la BBC, l'écrivain Chris Jones a déclaré en 2008 : « Utilisant principalement des musiciens de session, The Kick Inside est le résultat d'une maison de disques permettant à un jeune talent de s'épanouir. Certaines de ces chansons ont été écrites à l'âge de 13 ans ! Porté par  Andrew Powell un ami de David Gilmour, c’est un mélange luxuriant de grandes envolées au piano, de reggae vaguement inconfortable et de chansons complexes, intelligentes et merveilleuses. Le tout chanté avec une voix sans précédent ». Il mentionne aussi que la maison de disque voulant pousser James and the Cold Gun en tant que premier single et que cela était une erreur car il la qualifie de « chanson la plus terne » de l'album. Bruce Eder d'Allmusic a déclaré que l'album était « le son d'une adolescente impressionnable et très précoce déployant ses ailes pour la première fois » et l'a qualifié de « début impressionnant ».

## Liste des titres
Toutes les chansons sont écrites et composées par Kate Bush.
| 1.    | Moving                             | 3:01 |
| 2.    | The Saxophone Song                 | 3:52 |
| 3.    | Strange Phenomena                  | 2:58 |
| 4.    | Kite                               | 2:57 |
| 5.    | The Man with the Child in His Eyes | 2:41 |
| 6.    | Wuthering Heights                  | 4:29 |
| 7.    | James and the Cold Gun             | 3:36 |
| 8.    | Feel It                            | 3:02 |
| 9.    | Oh to Be in Love                   | 3:18 |
| 10.   | L'Amour Looks Something Like You   | 2:28 |
| 11.   | Them Heavy People                  | 3:05 |
| 12.   | Room for the Life                  | 4:05 |
| 13.   | The Kick Inside                    | 3:34 |
| 43:06 |                                    |      |

## Personnel

### Musiciens
- Kate Bush  : Chant, chœurs, piano
- Andrew Powell : Claviers (2), Fender Rhodes (3), piano acoustique, synthétiseur (9), céleste (6), basse (5,6,8) arrangements
- Duncan Mackay  : Piano acoustique, Fender Rhodes (1,10), orgue Hammond (4,6,7), clavinet (4), synthétiseur (3)
- Ian Bairnson  : Guitare acoustique (sauf sur 2) et électrique, chœurs (9)
- Paul Keogh  : Guitare acoustique (2) et électrique, chœurs
- Alan Parker : Guitare acoustique (2)
- Paddy Bush : Mandoline (9), chœurs (11)
- David Paton : Basse (1,3,4,7,9–12), guitare acoustique (6,9), chœurs (9)
- Bruce Lynch  : Basse (2)
- Stuart Elliott  : Batterie sauf sur (2,5,13), percussions (9,12)
- Barry De Souza  : Batterie (2)
- Morris Pert  : Percussions (3,4,6) Boobam (12)
- Alan Skidmore : Saxophone ténor (2)
- David Katz  : Arrangements orchestraux (1,3,6,9-11,13)

### Production
- Andrew Powell  : Producteur
- David Gilmour : Producteur exécutif (2,5)
- Jon Kelly : Ingénieur
- Jon Walls  : Assistant ingénieur
- Wally Traugott  : Mastering

## Certifications et ventes
| Région                  | Certification | Ventes    |
| ----------------------- | ------------- | --------- |
| Australie (ARIA)        | Platine       | 70 000    |
| Canada (Music Canada)   | Platine       | 100 000   |
| France (SNEP)           |               | 159 900   |
| Japon (Oricon Charts)   | —             | 25 000    |
| Pays-Bas (NVPI)         | Platine       | 100 000   |
| Nouvelle-Zélande (RMNZ) | Platine       | 15 000    |
| Royaume-Uni (BPI)       | Platine       | 1 000 000 |
| États-Unis (RIAA)       | —             | 74 000    |
| Récapitulatif           |               |           |
| Monde entier            | —             | 1 500 000 |